# Wim Dijkgraaf
Wim Dijkgraaf (* 4. Oktober 1970 in Apeldoorn) ist ein niederländischer Mundharmonikaspieler des Modern Jazz, der auch Komponist ist.
Dijkgraaf, der nicht mit dem gleichnamigen Bassisten zu verwechseln ist, spielte als Kind Orgel; dann kamen Klarinette und Posaune hinzu. Nach der Schule studierte er Komposition und zeitgenössische Musik auf dem Konservatorium in Tilburg bei Alexandru Hrisanide. Zu dieser Zeit entdeckte er die Harmonika, zunächst von Toots Thielemans beeinflusst. Er war sowohl als Komponist als auch Jazzsolist in Europa und zunehmend auch in Brasilien aktiv. 2008 zog er nach Ceará; seit 2011 lebt er in Rio de Janeiro. 

## Diskographische Hinweise
- Introducting Wim Dijkgraaf (mit Jan van Eerd & Bas Maarsen, 1992)
- The Wim Dijkgraaf Trio Live (mit Peter Mingaars, Henk de Laat, 1993)
- The Wim Dijkgraaf Quartet Live at Bourbon Street (mit Peter Mingaars (g), Henk de Laat (b), Maarten van Bakel, 1994)
- Fulvia di Domenico La ballata dei piedi volanti (mit Marijn van der Linden, Noa Stroeter, Matthias Haffner, 2010)
- Dumee & Dijkgraaf Quinteto Heloisando (mit Jan Dumee, Kiko Continentino, Paulo Russo, Marcio Bahia, 2011)